# Аполлон в античной скульптуре
Аполлон в античной скульптуре имеет достаточно развитую иконографию.
В список включены как изображения бога Аполлона, так и знаменитые статуи, которые получили прозвание «Аполлон», но не являются его статуями (либо атрибуция была отведена).

## Иконография
Исследователь иконографии XIX века Иоганн Георг Гекк пишет, что статуи Аполлона можно разделить на 4 типа:
- Аполлон Каллиник («добрый победитель») — отворачивающийся прочь в гневе, ещё не вполне остывший после поединка с противником, часто змеем Пифоном (пример — Аполлон Бельведерский).
- Аполлон, отдыхающий после битвы, с правой рукой над головой, с пустым колчаном (пример — Аполлон Ликийский Праксителя).
- Аполлон Кифаред — играющий на музыкальном инструменте.
- Пифийский Агонист («участник Пифийских соревнований»)  — роскошно одетый в пифийскую столу.

## Список статуй
| Илл. | Название                                                  | Регион / Стиль                 | Автор                                                | Дата (оригинал)                         | Дата, музей (сохр. экспонат)                                                                      | Примечание                                                                                           |
| ---- | --------------------------------------------------------- | ------------------------------ | ---------------------------------------------------- | --------------------------------------- | ------------------------------------------------------------------------------------------------- | --- |
|      | Аполлино (Аполлон Медицейский)                            |                                |                                                      | Древнегреческий оригинал утрачен        | Римская копия: Уффици                                                                             | Найден в XVII веке. Тип Аполлона Ликийского.                                                         |
|      | Аполлон Барберини                                         | Древний Рим                    |                                                      | I-II в. н. э.                           | Оригинал: Мюнхенская глиптотека                                                                   | Возможно, римская копия Аполлона Кифареда                                                            |
|      | Аполлон Бельведерский (Аполлон Пифийский)                 | эллинизм                       | Леохар (приписывается)                               | ок. 330—320 до н. э. (оригинал утрачен) | Римская копия: Лувр                                                                               | Найден в 1484-92-х годах                                                                             |
|      | Аполлон Вейский (Аполлон с виллы Джулия)                  | этруски                        | Вулка                                                | ок. 550—520 гг. до н. э.                | Оригинал: Национальный музей этрусского искусства, Рим                                            | Найден в 1916 году                                                                                   |
|      | Аполлон Кассельский (Кассельский Эфеб, Аполлон Парнопиос) | классика                       | Фидий                                                | ок. 450 г. до н. э. (оригинал утрачен)  | Римская копия: замок в Касселе                                                                    | Найден в 1721 году. Сохранилось более 20 других копий. Аполлон Парнопиос — это «владыка саранчи»     |
|      | Аполлон Киджи                                             | Древний Рим                    |                                                      | сер. II в. н. э.                        | Оригинал: Рим, Национальный римский музей                                                         | Классицизирующая римская работа по мотивам греческого образца IV в. до н. э.                         |
|      | Аполлон Киренский (en)                                    | Древний Рим                    |                                                      | II в. н. э.                             | Оригинал: Британский музей                                                                        | Вариант Аполлона Кифареда. Найден в XIX веке. Существуют аналоги.                                    |
|      | Аполлон Кифаред                                           | эллинизм                       | Скопас                                               | IV в. до н. э. (оригинал утрачен)       |                                                                                                   | Существует в огромном количестве вариаций                                                            |
|      | Аполлон Кифаред (Аполлон Мусагет) (en)                    | Древний Рим                    |                                                      | II век н. э. (вариация статуи Скопаса?) | Римская вариация: Музей Пио-Клементино, Ватиканские музеи, Рим                                    | Найден в 1774 году. Есть другие копии.                                                               |
|      | Аполлон Ликийский                                         | классика                       | Пракситель                                           | V в. до н. э. (оригинал утрачен)        |                                                                                                   | Сохранился в многочисленных копиях                                                                   |
|      | Аполлон Мантуанский                                       | классика                       |                                                      | V в. до н. э. (оригинал утрачен)        |                                                                                                   | Ранний вариант иконографии Аполлона Кифареда. Существует несколько статуй, самая известная — в Лувре |
|      | Аполлон Милани (Курос Милани)                             | архаика                        |                                                      | Ок. 550 г. до н. э.                     | Оригинал: Афины, Национальный археологический музей                                               | |
|      | Аполлон с западного фронтона Храма Зевса в Олимпии (en)   | строгий стиль, ранняя классика | Т. н. «Олимпийский мастер»                           | Ок. 460 г. до н. э.                     | Оригинал: Археологический музей, Олимпия                                                          | Найден в 1875 году                                                                                   |
|      | Аполлон Омфалос                                           | классика                       | Каламид                                              | 470—460 гг. до н. э. (оригинал утрачен) |                                                                                                   | |
|      | Пирейский Аполлон                                         | архаика                        |                                                      | 520 г. до н. э.                         | Оригинал: Археологический музей Пирея                                                             | Найден в 1959 году                                                                                   |
|      | Аполлон Пьомбино                                          | Древний Рим                    |                                                      | I в. до н. э.                           | Оригинал: Лувр                                                                                    | Древнеримская подделка греческой архаики, имитирующая курос. Бронзовый подлинник найден в 1832 году. |
|      | Стрэнгфордский Аполлон (en)                               |                                |                                                      | Около 490 г. до н. э.                   | Оригинал: Британский музей                                                                        | Один из позднейших сохранившихся куросов                                                             |
|      | Аполлон Тенейский                                         | архаика                        |                                                      | 560 гг. до н. э.                        | Оригинал: Мюнхенская глиптотека                                                                   | Курос. Выкопан в 1846 году                                                                           |
|      | Тибрский Аполлон                                          | классика                       | школа Фидия                                          | Около 450 г. до н. э. (утрачен)         | Римская копия: Национальный музей Рима.                                                           | Найден в 1880-х годах.                                                                               |
|      | Аполлон Шуазёля-Гуфье                                     | классика                       |                                                      | 470—460 гг. до н. э. (оригинал утрачен) | Римская копия: Британский музей, Лондон                                                           | |
|      | Аполлон Чатсуорт (it)                                     | классика                       |                                                      | Около 460 г. до н. э.                   | Фрагменты оригинала: Британский музей (голова); Лувр (нога)                                       | Найдена в полном виде в 1836 году; но статую сломали и потеряли много частей.                        |
|      | Аполлон, убивающий ящерицу (Савроктон)                    | классика                       | Пракситель                                           | 350-340 гг. н. э.                       | Римская копия: Лувр                                                                               | Также есть в Ватиканских музеях и др.                                                                |
|      | Колосс наксосцев (en)                                     |                                | автор неизвестен, имел надпись «Наксосцы — Аполлону» |                                         | Остатки оригинала: под открытым воздухом на о. Делос; музей Делоса; Британский музей (левая нога) | Имел 9-15 метров в высоту.                                                                           |